# Bermudas nos Jogos Pan-Americanos de 2007
Bermudas competiu nos Jogos Pan-Americanos de 2007 no Rio de Janeiro, no Brasil.

## Desempenho

### Atletismo
Salto em distância masculino
- Tyrone Smith - Grupo B: 7,32 m → eliminado

Salto em distância feminino
- Arantxa King - Final: 6,18 m → 8º lugar

Salto em altura masculino
- Deon Brangman Jr. - Final: 2,05 m → 14º lugar